# Municipio de Grove (condado de Adair)
El municipio de Grove (en inglés: Grove Township) es un municipio ubicado en el condado de Adair en el estado estadounidense de Iowa. En el año 2000 el municipio tenía una población de 177 habitantes y una densidad poblacional de 1,9 personas por km².

## Geografía
El municipio de Grove se encuentra ubicado en las coordenadas 41°22′24″N 94°24′31″O / 41.37333, -94.40861..